# Коста Карагеоргиев
Коста Василев Карагеоргиев е български актьор и певец.

## Биография
Роден през 1939 година във Варна. Играе дълги години в Сатиричния театър. Известен предимно с ролите си в киното.
Има много записани песни в Българското радио и Балкантон. Има издадени няколко песни на малки грамофонни плочи. Най-известните му песни са „На всеки километър“ (м. Атанас Бояджиев и Петър Ступел, т. Найден Вълчев) и „Някога, някога“ (м. Димитър Вълчев, т. Недялко Йорданов)
През 1968 г. печели Първа награда на международния фестивал Златният Орфей с песента "Гротеска". Има дуети с Мими Иванова и Сиси Станева.

## Награди
- „Първа награда“ с песента „Гротеска“ на международния фестивал Златният Орфей (Слънчев бряг, 1968).

## Телевизионен театър
- „Безумният Журден“ (1982) (от Михаил Булгаков по мотиви на Молиер, реж. Магда Каменова) – учител/Дон Жуан/певец
- „Орхидеите растат на Монте Гросо“ (1982) (Любен Попов)
- „Старчето и стрелата“ (1982) (от Никола Русев, реж. Орфей Цоков) – вестоносец
- „Автобиография“ (1977) (Бранислав Нушич)
- „Вълшебникът Елин Пелин“ (1976) (Елин Пелин)
- „Ловчанският владика“ (1975) (Теодосий Икономов), мюзикъл
- „Война в джунглата“ (1974) (Димитър Подвързачов)
- „Цар и водопроводчик“ (1974) (Павел Вежинов)
- Криворазбраната цивилизация (1974), мюзикъл – Райчо
- „Телерезада“ (1974) (Пейо Яворов), мюзикъл
- „История на бъдещето“ (1972), 2 серии

Хумористични миниатюри
- „Ред“ – диригентът на хора

## Филмография
| Година      | Филми и Сериали                                                                               | Серии  | Копродукции           | Роля                                                                   |
| ----------- | --------------------------------------------------------------------------------------------- | ------ | --------------------- | ---------------------------------------------------------------------- |
| 1996        | Някога...някъде...                                                                            |        |                       |                                                                        |
| 1991        | Детсталкер IV („Deathstalker IV: The Darkest Hour“) Смъртоносен убиец (алтернативно заглавие) |        | САЩ                   | Палон, наставник на воина Палиат                                       |
| 1991        | Мадам Бовари от Сливен                                                                        |        |                       | конферансието                                                          |
| 1990        | Поверие за белия вятър                                                                        |        |                       | Тенката, оператор                                                      |
| 1989        | Три срещи със загадъчното (тв сериал)                                                         | 3      |                       | синът                                                                  |
| 1986        | Почти вълшебно приключение (тв сериал)                                                        | 2      |                       | клоун                                                                  |
| 1981        | Слънце на детството (тв сериал)                                                               | 2      |                       | брата чехлар от магазин „Братска обич“                                 |
| 1980        | Игра на любов                                                                                 |        |                       |                                                                        |
| 1979        | Дулцинея Бистроева                                                                            |        |                       | младият художник                                                       |
| 1978        | Топло                                                                                         |        |                       | любовникът от магазина за хранителни стоки                             |
| 1978        | Коко и вълшебният тромпет                                                                     |        |                       | енергичният Коко                                                       |
| 1977        | Това се случи на 35-и май                                                                     | 5      |                       |                                                                        |
| 1977        | Темната кория (тв)                                                                            |        |                       | Тунчо Морзата                                                          |
| 1977        | Годеницата с най-красивите очи („Nevesta s nejkrásnejsíma ocima“)                             |        | Чехословакия/България | мим                                                                    |
| 1978        | Автостоп                                                                                      |        |                       | Мони                                                                   |
| 1973        | Грехът на стария професор                                                                     |        |                       | асистентът                                                             |
| 1972        | Агент №1 („Agent nr 1“)                                                                       |        | Полша                 | Бандос, училищен приятел на Иванов                                     |
| 1972 – 1980 | Лека нощ, възрастни!.. (тв сериал)                                                            | 27     |                       | китайския император/дявол/Сотир, заместникът на Гърмидолски/Исак Нютон |
| 1970        | Не се обръщай назад                                                                           |        |                       |                                                                        |
| 1970        | Князът                                                                                        |        |                       | поп                                                                    |
| 1969, 1971  | На всеки километър (тв сериал)                                                                | 26     |                       | Ученика (в VI, VII, и IX серия: „Магарешката пътека“ – 1969)           |
| 1969        | Скорпион срещу Дъга                                                                           |        |                       | зъболекарят Сашо Юрушки, ятак на бандата                               |
| 1968        | Шарен свят                                                                                    | 2 нов. |                       | поетът Перо (във II новела: „Птици и хрътки“)                          |
| 1968        | Един снимачен ден (тв)                                                                        |        |                       | младежът на телефона                                                   |

## Дискография
- 1969 – „Пейте, славеи“, дует със Сиси Станева
(Балкантон – ВТК 2857)
- 1970 – „На всеки километър“
(Балкантон – ВТК 2888)